# Alec Lindsay
Alexander „Alec“ Lindsay (* 27. Februar 1948 in Bury) ist ein ehemaliger englischer Fußballspieler und war Teil der erfolgreichen Mannschaft des FC Liverpool zu Beginn der 1970er Jahre.

## Leben
Lindsay wurde in Bury in der Nähe von Manchester geboren. Im März 1969 wechselte er für eine Summe von £67.000 von seinem Heimatverein FC Bury nach Liverpool. Lindsays erster Einsatz für Liverpool erfolgte in einem Spiel der „Reds“ gegen den Dundalk FC, das mit 10:0 für Liverpool endete und jahrelang den höchsten Sieg der Mannschaft darstellte. 
Der linke Außenverteidiger gewann mit Liverpool im Jahr 1973 die englische Meisterschaft und den UEFA-Pokal sowie ein Jahr später den FA Cup. Er spielte zudem 1974 vier Mal für die englische Nationalmannschaft. Im Sommer 1977 verließ er Liverpool, um danach für Stoke City zu spielen. Zuvor hatte der FC Liverpool in den Jahren noch zwei Mal den englischen Meistertitel sowie jeweils einmal den UEFA-Pokal und den Europapokal der Landesmeister gewonnen, aber Lindsay war da bereits von Phil Neal und später von Joey Jones verdrängt worden – beim Landesmeisterpokalendspiel hatte er zumindest auf der Ersatzbank Platz nehmen dürfen.
Es folgten ab 1978 Jahre in der North American Soccer League bei den Oakland Stompers und Toronto Blizzard, wo er seine Karriere beendete.

## Erfolge
- UEFA-Pokal: 1973
- Englische Meisterschaft: 1973
- Englischer Pokal: 1974
- Charity Shield: 1974